# Associação Atlética Alvorada
A Associação Atlética Alvorada é um clube brasileiro de futebol da cidade de Alvorada, no Estado de Tocantins.

## História
O Alvorada foi fundada no dia 26 de janeiro de 1993. Em 1997, foi campeão da Copa Tocantins, vencendo o Tocantinópolis na final. No ano seguinte, disputou a Copa do Brasil, sendo eliminado na primeira fase pelo Atlético Mineiro. Na primeira partida, em casa, perdeu por 2 a 1. No jogo de volta, em Belo Horizonte, o Alvorada foi goleado por 7 a 0.
Ainda em 1998, conquistou seu maior título: o Campeonato Tocantinense, após empates sem gols nos dois jogos da decisão e vitória nos pênaltis por 6 a 5 contra o Palmas, em 7 de junho. A equipe campeã era treinada por Carlos Magno. Além da conquista, o Alvorada garantiu a vaga para a disputa do Campeonato Brasileiro da Série C no mesmo ano. Porém, foi eliminado ainda na primeira fase da competição, tendo terminado na penúltima colocação do grupo 5, à frente apenas do Palmas.
Após disputar ininterruptamente o Campeonato Tocantinense entre 2001 e 2008 (ano em que liderava a segunda fase da competição, até perder seis pontos em julgamento no Tribunal de Justiça Desportiva do Futebol Tocantinense e ser eliminado), o Alvorada licenciou-se em 2009, por conta de dificuldades financeiras.[carece de fontes?] Retornou às atividades em 2013, já disputando o Campeonato Tocantinense da Segunda Divisão do mesmo ano.

## Títulos
| ESTADUAIS | ESTADUAIS               | ESTADUAIS | ESTADUAIS  |
|           | Competição              | Títulos   | Temporadas |
| --------- | ----------------------- | --------- | ---------- |
|           | Campeonato Tocantinense | 1         | 1998       |
|           | Copa Tocantins          | 1         | 1997       |

## Estatísticas

### Participações
|  | Participações em 2024 |

| Competição | Competição              | Temporadas | Melhor campanha                 | Estreia | Última | P | R |
| Tocantins  | Campeonato Tocantinense | 13         | Campeão (1998)                  | 1993    | 2019   |   | 1 |
| Tocantins  | Segunda Divisão         | 8          | 3º colocado (2014, 2018 e 2020) | 2013    | 2024   | 1 |   |
| Brasil     | Série C                 | 1          | 55º colocado (1998)             | 1998    | 1998   | – | – |
| Brasil     | Copa do Brasil          | 1          | 1ª fase (1998)                  | 1998    | 1998   |   |   |

### Desempenho em competições oficiais
Campeonato Brasileiro (Série C)
| Ano  | 1998 |
| Pos. | 55º  |
| ---- | ---- |

Copa do Brasil
| Ano  | 1998 |
| Pos. | 32º  |
| ---- | ---- |

Campeonato Tocantinense
| Ano  |      |      |      | 1993 | 1994 | 1995 | 1996 | 1997 | 1998 | 1999 |
| Pos. |      |      |      | 3º   | 7º   | 7º   | —    | 8º   | 1º   | —    |
| Ano  | 2000 | 2001 | 2002 | 2003 | 2004 | 2005 | 2006 | 2007 | 2008 | 2009 |
| Pos. | —    | 8º   | 8º   | 10º  | 10º  | 10º  | 7º   | 5º   | 6º   | —    |
| Ano  | 2010 | 2011 | 2012 | 2013 | 2014 | 2015 | 2016 | 2017 | 2018 | 2019 |
| Pos. | —    | —    | —    | —    | —    | —    | —    | —    | —    | 7º   |
| ---- | ---- | ---- | ---- | ---- | ---- | ---- | ---- | ---- | ---- | ---- |

Campeonato Tocantinense (2ª Divisão)
| Ano  | 2010 | 2011 | 2012 | 2013 | 2014 | 2015 | 2016 | 2017 | 2018 | 2019 |
| Pos. | —    | —    | —    | 10º  | 3º   | 6º   | —    | 7º   | 3º   | 5º   |
| Ano  | 2020 | 2021 | 2022 | 2023 | 2024 |      |      |      |      |      |
| Pos. | 3º   | —    | —    | —    | 9º   |      |      |      |      |      |
| ---- | ---- | ---- | ---- | ---- | ---- | ---- | ---- | ---- | ---- | ---- |

Legenda:
| Campeão Rebaixado à divisão inferior Acesso à divisão superior |

## Presidentes
- Ildebrando Barcellos - 2002[6]
- Alailson Teles - 2003[6]
- Hélio Vitorino - 2004[6]
- Edivaldo Alves da Silva - 2005[7]
- Cláudio Pereira - 2006[8]
- Hildebrando Tavares Pimentel - 2007
- Brasilon José da Silva - 2008[9]
- Silvio Alves Pereira - 2009